# Style (canción)
«Style» (En español: «Estilo») es una canción interpretada por la cantante y compositora estadounidense Taylor Swift e incluida en su quinto álbum de estudio, 1989 (2014).

## Antecedentes y composición
Taylor Swift compuso «Style» con Max Martin, Shellback y Ali Payami, quienes también se encargaron de producirla. Las sesiones de grabación se llevaron a cargo en los estudios MXM en Estocolmo, Suecia, a cargo de Michael Ilbert y en los estudios Conway en Los Ángeles, California, a cargo de Sam Holland, con la asistencia de Cory Bice. Serban Ghenea mezcló la canción en Mixstar Studios en Virginia Beach, Virginia, y Tom Conye la masterizó en Sterling Sound en Nueva York, Nueva York.
Según las partituras publicadas por Sony/ATV Music Publishing en el sitio Musicnotes, «Style» se encuentra en un compás de cuatro cuartos con un tempo moderado de entre 92 y 96 pulsaciones por minuto. Está compuesta en la tonalidad de re mayor y sigue una progresión armónica basada en si menor séptima-sol séptima durante las estrofas, mi menor séptima-fa sostenido menor/la-si menor-sol séptima durante los interludios y re-sol-si menor-sol durante los estribillos; la voz de Taylor abarca un registro desde si3 hasta re5.

## Lanzamiento
El 22 de octubre de 2014, Swift tuiteó el enlace de un comercial de 30 segundos con un fragmento de «Style» que Target lanzó para promocionar su edición exclusiva de 1989. Dirigido por Joseph Kahn se estrenó en la televisión al día siguiente y estuvo al aire hasta el 1 de noviembre. Consistió en una «colorida y ampliamente creativa» animación cuadro por cuadro de fotografías Polaroid de la cantante llevando globos por Nueva York, soplando burbujas y cantando con sus amigos, entre otras cosas. En una versión extendida del anuncio, Swift explicaba cómo la ciudad inspiró su nueva música. A finales de diciembre, el presidente de Big Machine Records, Scott Borchetta, respondió a un admirador en Twitter sobre el tercer sencillo del álbum; luego de que preguntara cuál sería el siguiente después de «Blank Space», Borchetta contestó que se estaba inclinando hacia «Style». Más tarde, ya en enero, Republic Records añadió la canción a su lista de lanzamientos radiales y confirmó que su promoción como sencillo comenzaría a partir del 9 de febrero.

### «Style (Taylor's Version)»
Swift terminó su contrato con Big Machine y firmó con Republic Records en 2018. Comenzó a regrabar sus primeros seis álbumes de estudio en noviembre del 2020. La decisión se produjo tras una disputa pública en 2019 entre Swift y el mánager de talentos Scooter Braun, que adquirió Big Machine, incluidos los masters de los álbumes de Swift que la discográfica había publicado. Al volver a grabar los álbumes, Swift tenía la propiedad total de los nuevos masters, lo que le permitió controlar la licencia de sus canciones para uso comercial y, por lo tanto, sustituyó los masters propiedad de Big Machine.
La regrabación de "Style", subtitulada "Taylor's Version", fue lanzada como parte de la regrabación de 1989, 1989 (Taylor's Version), el 27 de octubre de 2023. Swift produjo "Style (Taylor's Version)" con Christopher Rowe, quien había producido sus regrabaciones anteriores. La canción fue diseñada por Derek Garten en Prime Recording Studio en Nashville, Tennessee; mezclado por Ghenea en MixStar Studios en Virginia Beach, Virginia; y masterizado por Randy Merrill en Sterling Sound en Edgewater, Nueva Jersey. Rowe grabó la voz de Swift en Conway Recording Studios en Los Ángeles y Kitty Committee Studio en Nueva York.

### Recepción
Adam White, de The Independent, comentó que la regrabación "suena comprimida [...] como si la masterización estuviera apagada". Jonathan Keefe de la revista Slant escribió que el «tono de guitarra alterado» era una «distracción», pero la canción en general era «una canción pop perfecta». En American Songwriter, Alex Hopper dijo que la regrabación de "Style" presentaba la voz madura de Swift, lo que elevó una canción que ya era genial. Shaad D'Souza de Pitchfork consideró la canción como uno de los «máximos inmaculados» del álbum, y Mark Sutherland de Rolling Stone UK dijo que la producción de la regrabación seguía siendo «asombrosa».
"Style (Taylor's Version) alcanzó el top 10 de las listas en Filipinas (2), Australia (7), Canadá (8), y Nueva Zelanda (8). En los Estados Unidos, «Style (Taylor's Version)» debutó en el número nueve en la lista Billboard Hot 100 con fecha del 11 de noviembre de 2023, extendiendo el récord de Swift de la mayor cantidad de sencillos entre los 10 primeros (49) en el Billboard Hot 100 entre las mujeres. En el Billboard Global 200, debutó en el número cinco. Con otras canciones de 1989 (Taylor's Version), ayudó a Swift a convertirse en la primera artista en ocupar los seis primeros puestos de la lista Global 200 simultáneamente.

### Personal
Los créditos son una adaptación de las notas de 1989 (Taylor's Version).
- Taylor Swift – voz principal, coros, compositora, productora
- Max Bernstein – guitarra acústica, guitarra eléctrica, teclados sintetizados
- Matt Billingslea – programación de membranófonos
- Bryce Bordone – ingeniero de mezclas
- Dan Burns – programación adicional, programación de sintetizador de bajo, programación de sintetizador, ingeniería adicional, programación de membranófono
- Derek Garten – programación adicional, ingeniero, edición
- Serban Ghenea – mezcla
- Amos Heller – bajo
- Max Martin – compositor
- Ali Payami – compositor
- Christopher Rowe – productor, ingeniería vocal
- Shellback – compositor

## Recepción

### Comentarios de la crítica
«Style» contó con comentarios positivos en las reseñas de 1989 hechas por los críticos de música. Emma Dibdin de Digital Spy escribió que es un «aspecto relevante representativo» en el álbum y una «pista resbaladiza y consciente mente superficial» y Adam Markovitz de Entertainment Weekly la catalogó entre las «menos probables de coronar las listas» junto con «Welcome to New York». Jon Caramanica de The New York Times la llamó la «marca alta» de 1989 y notó reminiscencias de la banda sonora para la película Miami Vice (2006). Además de llamarla «un número de funk-pop percolante que satisface en todos los niveles», Kitty Empire de The Guardian la notó «más imprudente» que «Out of the Woods» luego de comparar sus letras. En su reseña pista por pista, Christina Drill de Popdust la llamó «buena» y declaró que la línea «Dije: "Escuché que has estado fuera de casa con otra chica/Otra chica"/Él dice: "Lo que escuchaste es verdad pero yo/No puedo dejar de pensar en ti"» le «causa escalofríos». En su reseña general del álbum Rod Sheffield de Rolling Stone comentó que su título es «hilarante» y, en la suya, Andy Gill de The Independent la llamó una de las «sensaciones electropop desesperadamente inclusivas y rebeldes clichés corporativos de canciones» junto con «Blank Space». Craig Manning de AbsolutePunk alabó el «radiante gancho» de la «Style», «una canción que es casi segura de atascarse en tu cabeza luego de una sola escucha». En su reseña general de 1989, Robert Leedham de Drowned in Sound escogió a «Style» como «lo mejor de todo» en el álbum y comentó que «es algo con lo que cualquiera se puede identificar». Glenn Gamboa de Newsday notó que, si bien canta los versos de una manera poco usual para los cantantes contemporáneos, «la dinámica aún es actual, después de todo, cuando pronuncia "nosotros nunca pasamos de moda" con la convicción de un álbum de U2». Shane Kimberlin de musicOMH dijo que la canción habría encajado bien en la película Drive (1997).

### Recibimiento comercial
«Style» llegó a su máximo puesto en el lugar número 6 en Billboard Hot 100 y entró en diversas listas de popularidad varias semanas antes de su lanzamiento como sencillo de 1989. En su primera semana, tras la entrega del álbum, la canción debutó en el sexagésimo puesto dieciocho del conteo estadounidense Billboard Hot 100. La canción subió desde el puesto 39 hasta el 24 en su segunda semana en el conteo Pop Songs. En Australia, la canción debutó en el sexagésimo segundo lugar y, más tarde, reingresó a la lista en el quincuagésimo primero en diciembre.

## Video
El video de «Style» fue estrenado el 13 de febrero del 2015 a través de Vevo, en Youtube. Swift días antes del estreno subió partes del video a su Instagram. En el vídeo se muestra a Swift junto con el modelo y actor británico Dominic Sherwood en diferentes tipos de cameos. 
Este video musical tiene actualmente más de 600 millones de visitas en YouTube lo que lo convierte en el 7° video musical más visto de Swift en dicha plataforma hasta el momento.

## Presentaciones en vivo
Swift cantó la canción por primera vez el 27 de octubre de 2014, día de la entrega de 1989, junto con otras canciones del álbum. La cantante organizó una sesión secreta en la azotea de un edificio del barrio neoyorquino SoHo transmitida por Yahoo! Music y iHeartRadio. Swift montó el espectáculo luciendo con un traje completamente blanco de lentejuelas que contrastaba con su banda vestida de negro e interpretó «Welcome to New York», «Out of the Woods», «Style» y «Blank Space». Agradeció a sus admiradores por ser «el factor más asombroso en toda mi vida» antes de terminar la sesión con «Shake It Off». El edificio Empire State se encontraba en el fondo del paisaje y se iluminaba al ritmo de las canciones. El 17 de noviembre confirmaron que Swift se presentaría por segunda vez en el desfile de modas anual Victoria's Secret Fashion Show para cantar junto con Ed Sheeran, Ariana Grande y Hozier el 2 de diciembre. Un día antes del evento, la cantante publicó en su cuenta de Instagram tres fotografías con letras de dos sus canciones, «Blank Space» y «Style». Finalmente abrió y cerró el desfile con la primera y segunda canción respectivamente. Para interpretar «Style», Swift apareció en la pasarela vestida con lencería de encaje negro y comenzó su presentación caminando con la modelo y amiga suya Karlie Kloss. Cuando llegaron al centro del escenario se miraron mutuamente y se tomaron de las manos mientras seguían modelando. La cadena de televisión CBS emitió el evento una semana más tarde.

## Apariciones en otros medios
• La canción aparece en la película San Andreas (película) al principio.

## Posicionamiento en las listas

### Semanales
| Alemania        | Offizielle Deutsche Charts   | 76 |
| Austria         | Ö3 Austria Top 75            | 28 |
| Australia       | ARIA Top 50 Singles Chart    | 8  |
| Bélgica         | Ultratip flamenca            | 4  |
| Bélgica         | Ultratip valona              | 6  |
| Canadá          | Canadian Hot 100             | 6  |
| Canadá          | CHR/Top 40 Airplay           | 1  |
| Canadá          | Canadian Digital Songs       | 6  |
| Canadá          | Canada Hot AC (Billboard)    | 1  |
| Escocia         | Scottish Singles Top 40      | 9  |
| Eslovaquia      | Radio Top 100 Chart          | 14 |
| España          | PROMUSICAE                   | 47 |
| Estados Unidos  | Billboard Hot 100            | 6  |
| Estados Unidos  | Pop Songs                    | 1  |
| Estados Unidos  | Adult Pop Songs              | 1  |
| Estados Unidos  | Adult Contemporary           | 1  |
| Estados Unidos  | Twitter Top Tracks           | 1  |
| Estados Unidos  | Radio Songs                  | 3  |
| Estados Unidos  | Hot Dance Club Songs         | 44 |
| Estados Unidos  | Dance/Mix Show Airplay       | 6  |
| Francia         | SNEP Singles Chart           | 85 |
| Irlanda         | Irish Singles Charts         | 38 |
| Nueva Zelanda   | New Zealander Top 40 Singles | 11 |
| Japón           | Japan Hot 100                | 53 |
| Países Bajos    | Dutch Top 40                 | 22 |
| Reino Unido     | UK Singles Chart             | 21 |
| República Checa | Rádio Top 100                | 11 |

### Certificaciones
| País           | Organismo certificador | Certificación | Ventas certificadas | Simbolización | Ref.   |
| -------------- | ---------------------- | ------------- | ------------------- | ------------- | ------ |
| Australia      | ARIA                   | Platino       | 70 000              | ▲             | [ 75 ] |
| Estados Unidos | RIAA                   | 3x Platino    | 3 000               | ▲             | [ 76 ] |
| Nueva Zelanda  | RMNZ                   | Oro           | 7 500               | ●             | [ 77 ] |
| Reino Unido    | BPI                    | Plata         | 200 000             | ♦             | [ 78 ] |

## Historial de lanzamientos
| País           | Fecha                 | Formato        | Discográfica        |
| -------------- | --------------------- | -------------- | ------------------- |
| Estados Unidos | 10 de febrero de 2015 | Emisión radial | Big Machine Records |

## Créditos y personal
- Voz, respaldo vocal – Taylor Swift
- Ingeniería de sonido – John Hanes
- Guitarra (adicional) – Shellback
- Guitarra (funkaliciosa) – Niklas Ljungfelt
- Sonido Ana Teresa Olea
- Masterización – Tom Conye
- Mezcla – Serban Ghenea
- Producción, teclados – Max Martin, Shellback, Ali Payami
- Programación – Ali Payami, Shellback
- Grabación – Michael Ilbert, Sam Holland
- Grabación (asistente) – Cory Bice
- Gritos – Shellback, Taylor Swift
- Composición – Taylor Swift, Max Martin, Shellback, Ali Payami

Créditos adaptados a las notas y líneas de 1989.